# Білоруська радянська енциклопедія
Білоруська Радянська Енциклопедія (біл. Беларуская Савецкая Энцыклапедыя) — універсальна енциклопедія білоруською мовою в 12-и томах, видана в Мінську в 1969–1975 роках. Стала першою в історії академічною енциклопедією білоруською мовою.
У створенні енциклопедії брали участь більше п'яти тисяч авторів, у тому числі 125 академіків і членів-кореспондентів Академії Наук УРСР, Академії Наук СРСР і галузевих академій наук, 544 доктори наук і професори, 1650 кандидатів наук. Більше 85% авторів жили і працювали в Білоруській РСР.
Одинадцять томів містили енциклопедичні статті та додатки (11 том), 12-й тематичний том був присвячений БРСР. Загальна кількість статей в енциклопедії — 34 409, з яких близько 40% присвячено білоруській тематиці. Близько 6 тисяч статей присвячені історії, близько 10 тисяч — природничим наукам, близько 6,7 тисяч — географії, близько 6,8 тисяч — культурі, близько 7 тисяч — біографічні.
У дванадцяти томах міститься 112 кольорових вклейок (1554 ілюстрації і 172 карти), 215 чорно-білих вклейок (3002 ілюстрації), близько 8 тисяч ілюстрацій і 500 карт в тексті.